# Селиванов, Иван Павлович
Ива́н Па́влович Селива́нов (25 мая [7 июня] 1903, Покровское, Московская губерния — 2 октября 1984, Москва) — советский авиационный штурман, Герой Советского Союза (22 февраля 1939), генерал-майор авиации (1943), Заслуженный военный лётчик Чехословакии (1970).
Участник трёх войн: японо-китайской войны (1937—1945), советско-финляндской войны (1939—1940), Великой Отечественной войны (1941—1945).
Прошёл все этапы штурманской службы: от штурмана самолёта до главного штурмана воздушной армии. Выполнял полёты на разных типах бомбардировщиков в самых разнообразных условиях: много летал ночью, в облаках, над облаками, в различной метеорологической обстановке.

## Биография
Родился 25 мая (7 июня) 1903 года в селе Покровское Мамошинской волости (Рузский уезд Московской губернии, ныне — в Рузском районе Московской области).
Окончил церковно-приходскую школу 1-й ступени в селе Покровское, затем продолжил учёбу в школе 2-й ступени в Рузе. Первая Мировая война прервала обучение: в 1914 году отца призвали на фронт и как старший сын был вынужден помогать матери.
В 1924 году сдал приёмные экзамены, прошёл все комиссии и был принят курсантом в Московскую военно-инженерную школу имени Коминтерна. С тех пор его жизнь осталась навсегда связанной с Красной Армией.
По словам Селиванова, учиться было очень трудно: курсантам приходилось много заниматься, они привлекались на разные работы по восстановлению народного хозяйства, да и хлеб никогда «лишним» на их столах в школьной столовой не оставался.
В военно-инженерной школе в кружке Осоавиахима курсант Селиванов заинтересовался авиацией. В 1928 году по окончании школы он пытался перейти в ВВС РККА, но не удалось — получил назначение на должность командира взвода отдельной сапёрной роты в стрелковую дивизию в Орёл.

И всё же он стал авиатором: в 1930 году Нарком по военным и морским делам СССР К. Е. Ворошилов подписал приказ о наборе в авиашколы лиц из командного состава Красной Армии. 
«Из нашей дивизии подали рапорты 5 командиров взводов. Летом 1930 года нас направили сначала в Липецк на приёмную комиссию, а затем — на стажировку в 10-й авиаотряд в Орле. За три месяца мы прошли предварительное изучение теории полётов и первую лётную практику.
Перед концом стажировки на аэродроме была катастрофа. У взлетавшего Р-1 сдал мотор, самолёт упал в центре аэродрома с полными баками бензина и полным комплектом боевых пулемётных патронов. Самолёт сразу воспламенился, начали взрываться патроны, бензобаки, и на наших глазах в течение 5 минут сгорели придавленные мотором лётчик и лётный наблюдатель.

На стажёров эта другая сторона службы в авиации произвела сильное впечатление: двое из нашей группы отказались от дальнейшей службы в авиации, а трое оставшихся, в их числе и я — осенью выехали в Оренбург».
В 1932 году окончил Оренбургскую 3-ю военную школу лётчиков и лётчиков-наблюдателей и был оставлен в ней инструктором бомбардировочного отдела.
Зимой 1933 года он был направлен на работу инструктором краткосрочных курсов для штурманов тяжёлой авиации в Монино под Москвой.
Осенью 1933 года «монинские» курсы были реорганизованы в Высшие курсы штурманов тяжёлой авиации с годичным сроком обучения и с постоянным базированием в Ейске при Военной школе морских лётчиков и лётчиков-наблюдателей ВВС РККА имени И. В. Сталина.

Проведя первый выпуск, по настоятельной личной просьбе включён в список слушателей этих курсов. В 1935 году окончил их и получил назначение на должность штурмана 45 эскадрильи бригады тяжёлой авиации в Монино. Так сбылась места Селиванова — служить в строевых лётных частях ВВС Красной Армии.
«В 1936 году у меня было два серьёзных лётных происшествия, едва не окончившихся катастрофой.
Первое — при возвращении с планового полёта на военный аэродром Монино. Тогда у самолёта Р-6 остановились моторы и пришлось садиться на сосновый лес.

Второе — при испытании ДБ-1. После взлёта с Центрального аэродрома Москвы также отказали моторы. Высота — 300 метров. Время — 11 часов дня. Под нами — Ленинградское шоссе. Снизили высоту ещё больше, чтобы не свалиться в „штопор“, и стали тянуть обратно к аэродрому. Сверху мне было отлично видно, что глиссады планирования, а это — 120 км/час, нам явно не хватит. В это время к глиссаде приблизилась крыша небольшого дома у шоссе. На неё и приземлились. Никто из жителей — ни дома, ни района — не пострадал».
В 1937 году получил назначение на должность штурмана эскадрильи в авиационном гарнизоне в Калинине.
«Как-то зимой 1938 года лётный состав нашей эскадрильи был вызван в Москву. Нам предложили оказать военную помощь народу Китая… Ранней весной лётно-технический состав нашей эскадрильи, что-то около 50 человек, в штатских костюмах, без паспортов и документов выехали в Иркутск. Там получили новые самолёты СБ, провели лётную подготовку и в боевом строю вылетели через Монголию в Китай. Перелёт на такое громадное расстояние, по тем временам, был трудным и серьёзным испытанием. Пустыню Гоби пересекали на высоте 4000 метров: внизу была сильная песчаная буря, и песок не должен был попасть в моторы… На такие маршруты, да ещё в составе эскадрилий ранее мы не летали. Но всё было преодолено, и через несколько дней приземлились в центральной части Китая на аэродроме города Ханькоу».
С 12 мая по 1 сентября 1938 года капитан Селиванов участвовал в боях с японскими захватчиками в Китае. Был штурманом скоростной бомбардировочной эскадрильи особого назначения ВВС Китайской Республики. Совершил 22 боевых вылета на бомбардировщике СБ. Выполнял бомбометание с высоты 8000 метров.
За мужество и героизм, проявленные при выполнении воинского долга в Китайской Народной Республике, указом Президиума Верховного Совета СССР от 22 февраля 1939 года полковнику Селиванову Ивану Павловичу присвоено звание Героя Советского Союза с вручением ордена Ленина. Медаль «Золотая Звезда» № 124 была вручена 7 марта 1940 года (после учреждения этого знака особого отличия 1 августа 1939 года).
Осенью 1938 года назначен на должность главного штурмана эскадрильи в авиационном гарнизоне в Калинине.
С февраля 1939 года — штурман авиабригады тяжёлых бомбардировщиков в составе Армии особого назначения — 1 (Калинин).
В июле 1939 года возглавил группу инженеров и специалистов Научно-испытательного института ВВС РККА для оказания помощи в перелётах Хабаровск — Камчатка — Сахалин.
Участник советско-финляндской войны 1939—1940 годов в должности флаг-штурмана 13-й авиационной бригады тяжёлых бомбардировщиков. Совершил 12 боевых вылетов на самолёте ДБ-3.
В феврале 1940 года назначен на службу в Управление боевой подготовки Главного штаба ВВС РККА.
С осени 1940 года по весну 1942 года — старший инспектор Инспекции ВВС при Главной инспекции Народного комиссара обороны СССР.
Великая Отечественная война застала Селиванова на Дальнем Востоке в Хабаровске, где он выполнял задание Главной инспекции по передислокации полков на самолётах ТБ-3 и СБ в центральную часть России.
5 августа 1942 года, в один из дней подготовки к Сталинградской операции, в районе населённого пункта Большие Чапурники, при выполнении наблюдательного полёта на самолёте связи, был сбит двумя немецкими истребителями МЕ-109, ранен — осколок снаряда остался в лёгком до конца жизни.
С июля 1942 по май 1945 — Главный штурман 8-й воздушной армии (Юго-Западный, Сталинградский, Южный, 4-й Украинский фронты). Прошёл трудный, но победный путь, начиная со Сталинграда на Ростов-на-Дону, Мелитополь, Крым, Карпаты, Закарпатскую Украину, Чехословакию.
Имеющийся боевой опыт и знания, а также содействие командования армии, позволили ему хорошо организовать штурманскую службу, успешно внедрить новые более совершенные приборы, новые способы самолётовождения и меткого бомбометания. В результате ряда смелых и новаторских мероприятий штурманская служба 8-й воздушной армии в 1943 году заняла первое место среди воздушных армий и военных округов, в 1944 году — второе.
В 1943 году, после Сталинградской битвы, было присвоено воинское звание «генерал-майор авиации».
В период Великой Отечественной войны главному штурману по штату боевой самолёт был не положен, но Селиванов неоднократно вылетал на боевые задания совместно с молодыми лётчиками, непосредственно в бою передавал им свой боевой опыт и знания, учил спокойствию, выдержке и сложному военному искусству — находить замаскированную военную технику и войска противника в дневных и ночных условиях, меткими залпами бомбить врага.
В начале мая 1944 года, выполняя бомбометание с пикирования на бомбардировщике Пе-2, потопил на выходе из Севастопольской бухты транспорт противника водоизмещением 3000 тонн.
На самолёте ПО-2 бомбил позиции немцев по району Севастополя, а на самолёте А-20G «Бостон» — на Сапун-горе.
Всего за время войны выполнил 16 боевых вылетов.
Великую Отечественную войну закончил в Чехословакии, в городе Моравская Острава.
После войны — главный штурман 1-й воздушной армии (Белорусский военный округ).
В 1946—1947 годах — служил в Главной инспекции Вооружённых Сил СССР в должности заместителя генерал-инспектора ВДВ.
В 1947—1949 годах — старший инспектор бомбардировочной авиации Сухопутных войск.
В 1949 году назначен главным штурманом истребительной авиации ПВО СССР.
С августа 1954 года — в запасе.
Выслуга лет в Советской Армии — 42 года (что соответствует календарным — 29 лет и 10 месяцев).
Жил в Москве. Принимал активное участие в общественно-политической жизни города: в течение ряда лет был заместителем председателя комиссии содействия при Райвоенкомате, работал на общественных началах в районном Комитете народного контроля.
Состоял членом Общества советско-китайской дружбы при Московском комитете ветеранов войны.
Один из авторов книги «В небе Китая» (год издания 1980).
Скончался 2 октября 1984 года.

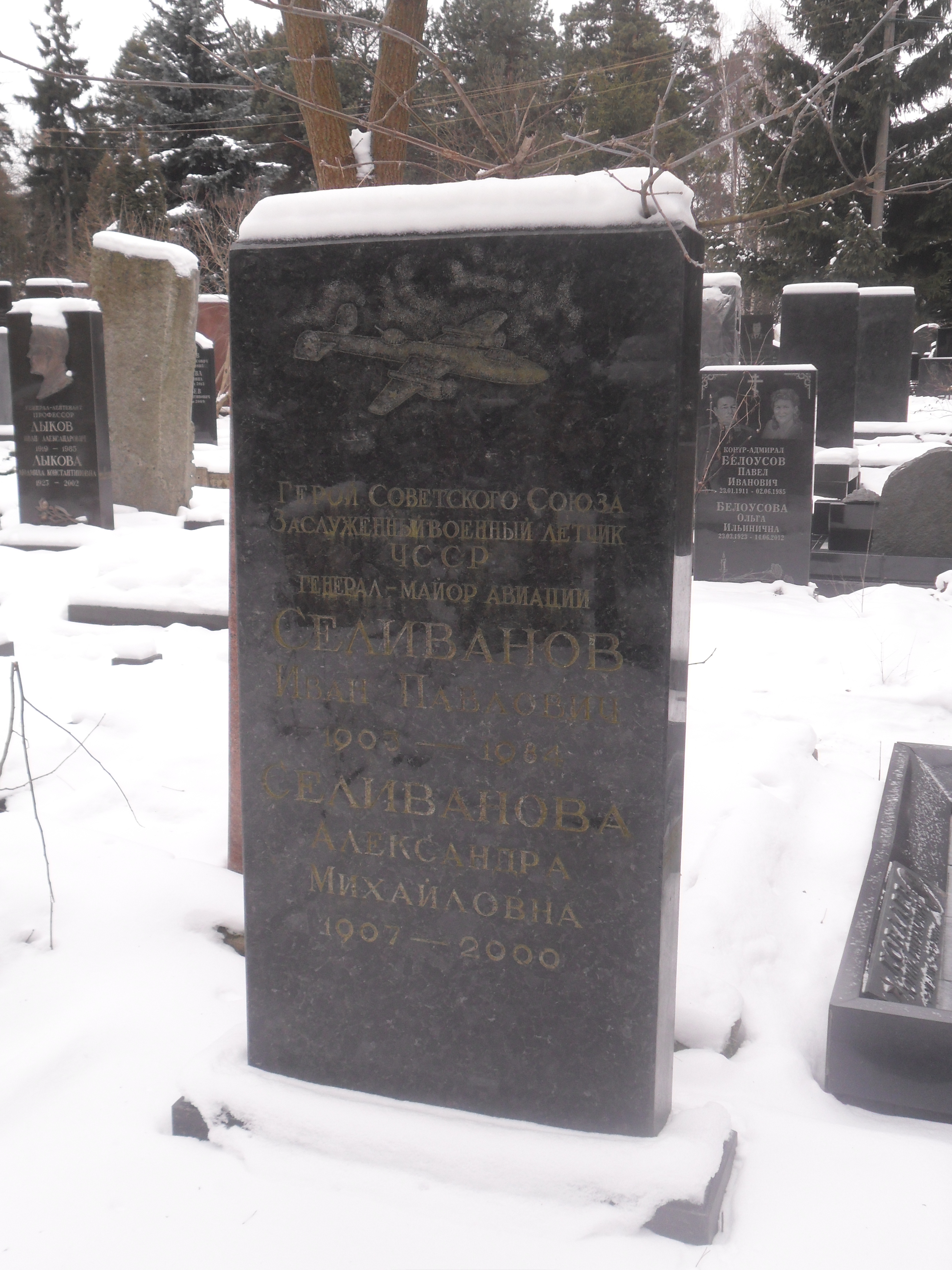
Могила Селиванова на Кунцевском кладбище Москвы.

Похоронен на Кунцевском кладбище в Москве.

## Политическая и общественная деятельность
- Член РКСМ с 1922 года;
- Член ВКП(б) с 1926 года;
- Делегат 4-й Калининской областной конференции ВКП(б) — 1939 год;
- Делегат XVIII съезда ВКП(б) с правом решающего голоса — 1939 год;
- Депутат Фрунзенского районного совета Москвы 4-го созыва (избран 22.02.1953 от избирательного округа № 245).

## Награды и звания

### Советский Союз
- Герой Советского Союза (указ Президиума Верховного Совета СССР от 22 февраля 1939 года);
- медаль «Золотая Звезда» № 124;
- два ордена Ленина (22.02.1939, 15.11.1950);
- четыре ордена Красного Знамени (3.02.1943, 17.05.1944, 3.11.1944, 5.11.1954);
- орден Отечественной войны 1-й степени (30.09.1943);
- орден Красной Звезды (15.01.1940);
- медаль «За оборону Москвы» (31.08.1944);
- медаль «За оборону Сталинграда» (3.06.1943);
- медаль «За победу над Германией в Великой Отечественной войне 1941—1945 годов» (14.09.1945);
- медаль «20 лет Победы в Великой Отечественной войне 1941—1945 годов» (9.10.1965);
- медаль «30 лет Победы в Великой Отечественной войне 1941—1945 годов» (7.05.1975);
- медаль «30 лет Советской Армии и Флота» (9.06.1948);
- медаль «50 лет Вооружённых Сил СССР» (17.02.1968);
- медаль «Ветеран Вооружённых Сил СССР» (21.12.1976);
- медаль «В память 800-летия Москвы» (30.05.1948);
- знак «25 лет Победы в Великой Отечественной войне» (23.11.1970);
- знак «30 лет освобождения Севастополя» (12.08.1974);
- знак «Войска ПВО страны» (2.04.1975);
- «Почётный знак СКВВ» (8.05.1978).

### Чехословакия
- Заслуженный военный лётчик ЧССР (указ Министра Национальной Обороны Чехословакии Мартина Дзура от 25 января 1970 года);
- знак военного лётчика-наблюдателя (август 1945);
- Военная памятная медаль (23.02.1946);
- Военный крест 1939 года (3.04.1946);
- медаль «За взятие Дукельского перевала» (6.10.1959);
- медаль «20 лет Словацкому Национальному Восстанию» (29.08.1964);
- знак Союза антифашистских бойцов (29.08.1969).